# Zeche Schökenbank
Die Zeche Schökenbank ist ein ehemaliges Steinkohlenbergwerk in Mülheim. Das Bergwerk war auch unter dem Namen Zeche Schökebank bekannt. Das Bergwerk arbeitete auf einem Flöz, das ein Gegenflügel der Zeche Kinderberg war. Die Zeche Schökenbank gehörte zum Herrschaftsgebiet der Herrschaft Broich. Der Name des Bergwerks wird von dem Flöz abgeleitet, in dem das Bergwerk abbaute. Bei diesem Flöz umschloss die Kohle das Bergemittel und wurde deshalb Knochenbank und entsprechend der örtlichen Bezeichnung Schökebank genannt. Das Bergwerk hat eine über 100-jährige Geschichte.

## Bergwerksgeschichte
Der Stollen der Zeche Schökenbank wurde nördlich vom Hingberge bis ins Winkhauser Feld aufgefahren. Die anfallenden Berge wurden bei der Auffahrung des Stollens seitlich vom Stollen aufgeschüttet. Da die Wasserseige des Stollens häufig verstopfte und das anfallende Grubenwasser nicht genügend abfließen konnte, wurde der Betrieb des Stollens Anfang des 18. Jahrhunderts eingestellt. Im Jahr 1779 arbeitete die Zeche mit den Zechen Kinderberg und Wiesche zusammen, um eine neue Lagerstätte zu erkunden. Etwa um das Jahr 1800 wurde die Zeche Schökenbank stillgelegt. Der Grund für die Stilllegung war der Verbruch des Stollens. Im Jahr 1832 wurde ein alter Schacht überarbeitet, dieser hatte eine Teufe von 10 Lachtern. Nach dem Jahr 1832 wird das Bergwerk nicht mehr in den Unterlagen genannt.